# Pont romà (Cangues d'Onís)

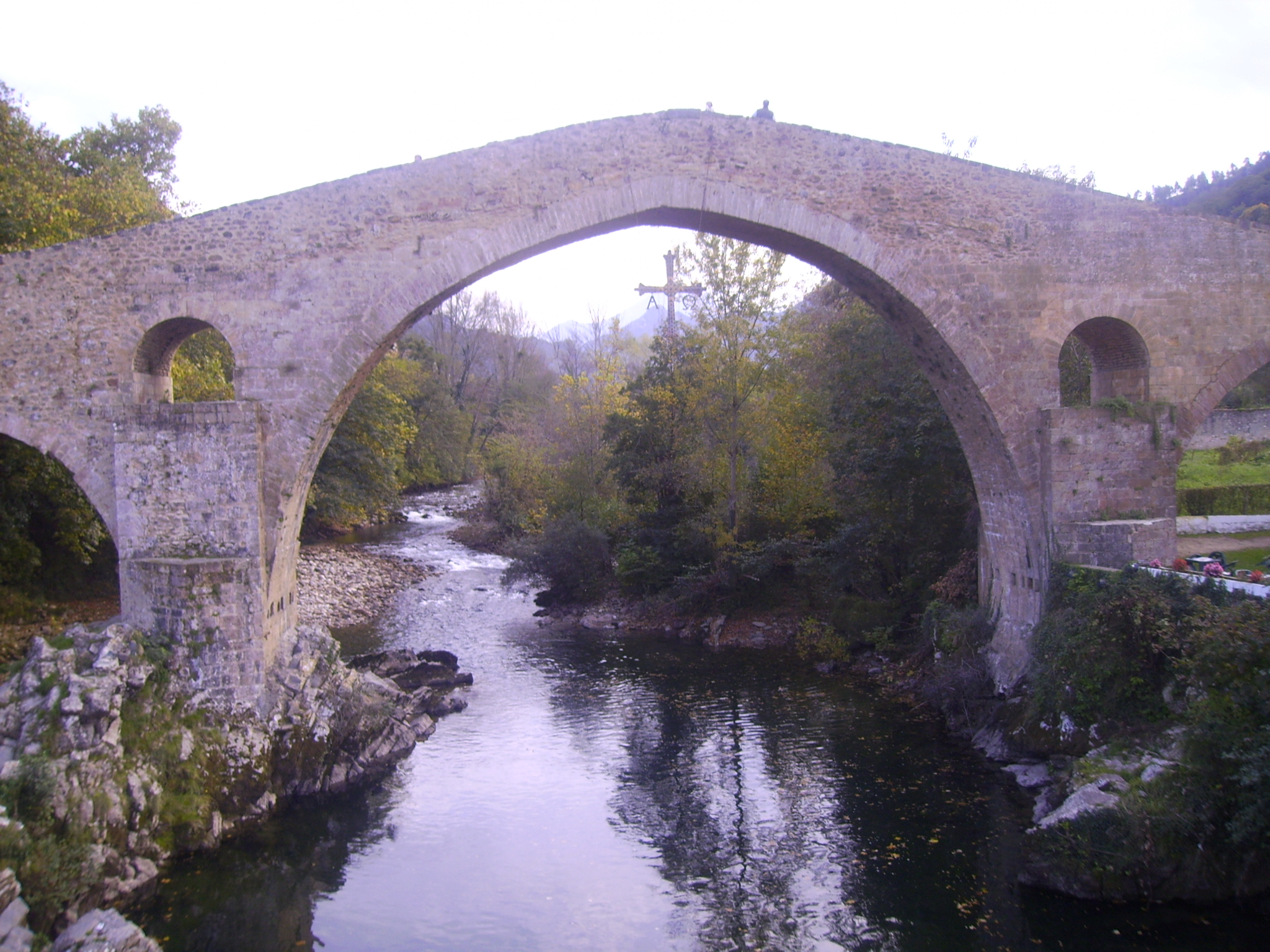
Fotografia del pont sense vegetació

El  Pont Romà de Cangues d'Onís  és una antiga construcció travessa el riu Sella a l'antiga capital d'Astúries, Cangues d'Onís. Separa els concejos de Cangues d'Onís i de Parres.
Encara que és conegut com el pont romà, la construcció amb el seu famós arc peraltat i els altres dos arcs menors que són desiguals data del regnat d'Alfons XI de Castella (1311-1350). Aquest pont bé podria ser una reconstrucció d'un altre d'anterior, encara que no hi ha cap prova d'aquest fet. També és conegut com el puentón.
Està declarat Monument Històric Artístic. Del seu arc central hi penja una reproducció de la Creu de la Victòria.
Als voltants hi solen anar a pescar salmons molts riberencs de la zona del riu Sella.